# 迪沃河
迪沃河（法語：Dives，亦作，法語發音：[div]）是法國的河流，位於诺曼底大区，河道全長104.6公里，流域面積1573平方公里，發源自埃姆附近，最終在卡堡注入英吉利海峡。

## 外部連結
- http://www.geoportail.fr （页面存档备份，存于）
- Sandre数据库中的迪沃河 （页面存档备份，存于）